# کاروانسرای طرلاب
کاروانسرای طرلاب مربوط به دوره سلجوقی - دوره صفوی است و در شهرستان قم، بخش سلفچگان، روستای طرلاب واقع شده است. این اثر در تاریخ ۹ اردیبهشت ۱۳۸۲ با شمارهٔ ثبت ۸۶۳۴ به عنوان یکی از آثار ملی ایران به ثبت رسیده است.